# Жан Мари Пфаф
Жан Мари Пфаф (хол. Jean-Marie Pfaff; 4. децембар 1953) бивши је белгијски фудбалер, играо је на позицији голмана.

## Биографија
Рођен је у Лебекеу. Са 16 година се придружио фудбалском клубу Беверен, са којим је освојио титулу првака Белгије (1979) и Куп Белгије (1978). Године 1978. проглашен је за најбољег фудбалера у Белгији. Од 1982. године играо је у саставу Бајерна из Минхена, са којим је освојио три титуле у Бундеслиги (од 1985. до 1987.) и два немачка купа (1984 и 1986).
Први пут је наступио за репрезентацију Белгије 1976. године против Холандије. Био је у саставу репрезентације на Европским првенствима 1980 и 1984, и на Светским првенствима 1982. и 1986. године.
Пеле га је сврстао 2004. године на ФИФА 100 листу најбољих живих фудбалера. У Белгији се приказивала ријалити емисија Пфафови која приказује њега и његову породицу од 2002. до 2012.
Оженио се 27. јуна 1974. године са Кармен Сет. Имају три кћерке: Деби, Кели и Линдси.

## Успеси

### Клуб
Беверен
- Прва лига Белгије: 1978/79.
- Куп Белгије: 1977/78.

Бајерн Минхен
- Бундеслига: 1984/85, 1985/86, 1986/87.
- Куп Немачке: 1983/84, 1985/86.

### Репрезентација
Белгија
- Европско првенство: финале 1980.

### Индивидуалне
- Најбољи фудбалер Белгије: 1978.
- Најбољи тим на светском првенству: 1986.
- ИФФХС најбољи голман на свету: 1987.[6]
- ФИФА 100: 2004.
- Награда Golden Foot — легенде: 2014.[7]